# Tuxboskap

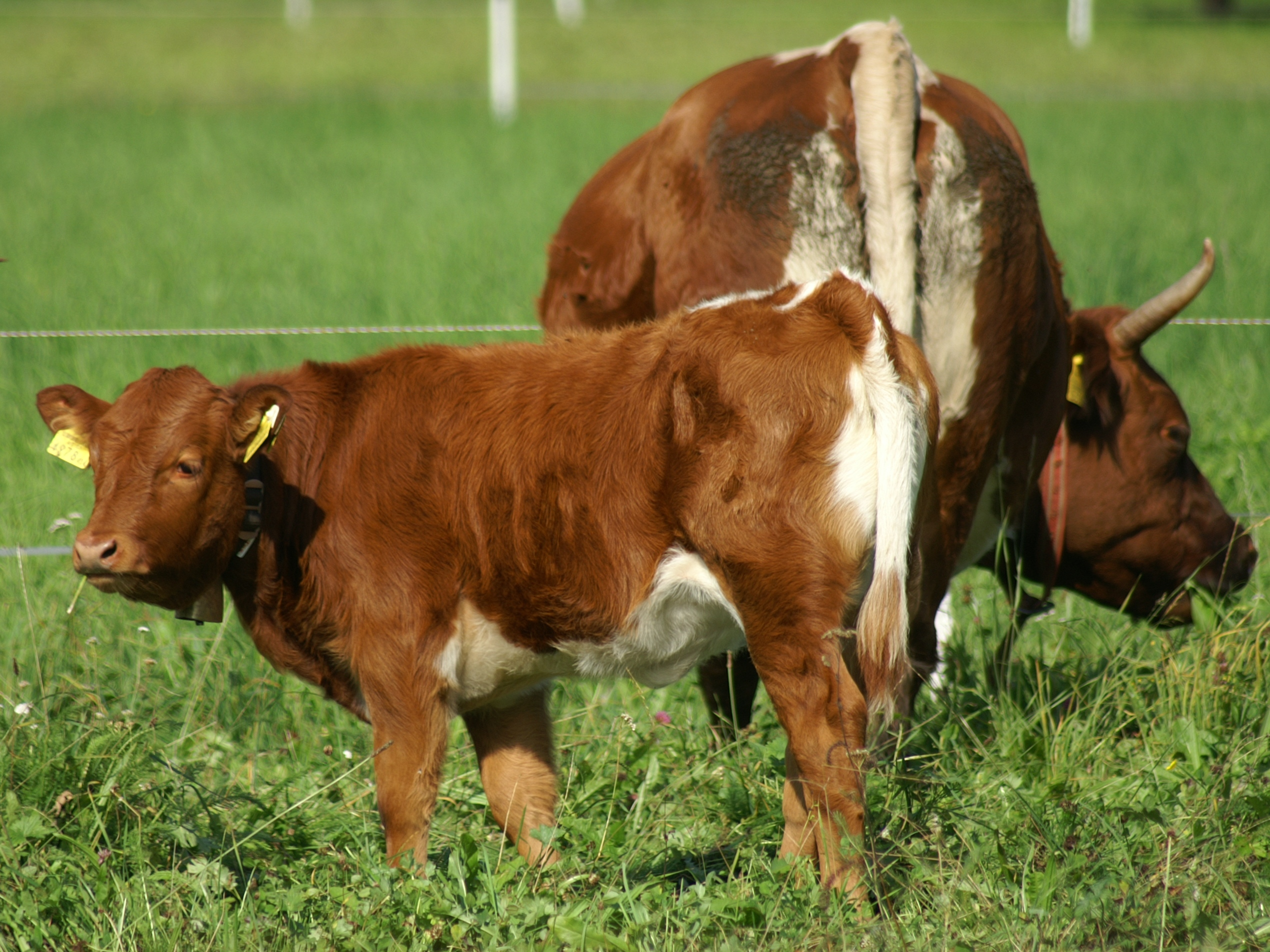
Tuxboskap

Tux är en nötkreatursras som främst förekommer i områden kring Alperna. Rasen är gammal och i dag hotad, det finns endast omkring 110 - 300 djur kvar.
Tuxrasen är svart eller röd, med vita fläckar på bäckenet, svansroten, buken och på juvret. Huvudet är kort och brett med starka horn. Bålen är kompakt, bred och muskulös. Tjurarnas höjd är 140 cm, och de väger 800 - 900 kg. Kornas höjd är 120 - 130 cm, de väger 550 - 600 kg. 
Tuxboskapen är anspråkslös och hölls en gång på de alpina bergsbetena. I likhet med Herensrasen, har Tux en hög aggressionspotential vilket resulterar i långa rangslagsmål mellan korna. Förr i tiden valdes djur med hög stridsförmåga, vilket resulterade i försämrad mjölkproduktion. Tux mjölkar endast 1 500 kg per år. Herenskor, som är ungefär lika anspråkslösa, levererar mer än dubbelt så mycket. Emellertid är fetthalten i mjölken från Tuxkorna omkring 8 %, medan Herenskornas mjölk ligger på omkring 3,7 %.

## Avelshistoria
Tuxrasen sägs stamma från Herensboskapen. Ursprungligen var rasen vanlig i Tyrolen och var involverad i aveln av olika andra alpina raser. Tux användes även i aveln av vissa ryska boskapsraser. Tux är en by i Tuxdalen i österrikiska Tyrolen. I dag har Tux ersatts av andra mer produktiva raser, och Tuxkorna hålls idag endast i Zillerdalen i Österrike.